# Dorthonion
Dorthonion nebo též Dorthonionská vysočina je oblast nacházející se ve fantasy světě J.R.R. Tolkiena. Vysočina ležela severně od rozlehlých zemí Beleriandu a jižně od travnaté pláně Ard-galen a Morgothovi pevnosti Angband. V Bitvě náhlého plamene, byly Dorthonionské lesy spáleny a Dorthonion byl nadále označován jako Taur-nu-Fuin (Les noci) a Deldúwath (Hrůza nočního stínu). Dorthonion je jedním z mála míst na východ od Ered Luin, které nebylo zaplaveno mořem na konci Prvního věku. Ostrov, který z Dorthonionu zbyl, byl pojmenován Tol Fuin. 

## Pojmenování
Dorthonion, znamená v překladu ze sindarštiny Země borovic. Své jméno vysočina získala díky tamním hustým borovým lesům. V roce 455, kdy Temný pán Morgoth prolomil Obklíčení Angbandu, vyslal přes planinu Ard-galen potoky lávy, které ji sežehly. Láva se zastavila o Dorthonionské kopce, avšak borové lesy vzplanuly a téměř celá severní část jich shořela. Stromy, které v Dorthonionu později vyrostly, byly černé a zkroucené. Toto zlo, které prostoupilo celý les, způsoboval Sauron, který se usídlil na nedalekém ostrůvku Tol Sirion. Elfové Dorthonion přejmenovali na Taur-nu-Fuin (Les noci) a Deldúwath (Hrůza nočního stínu). 

## Geografie
Dorthonionská vysočina se nacházela severně od Thingolova království Doriath a od západního po východní konec měřila necelých 300 km. Na západě byla od Ered Wethrin oddělena Sirionským průsmykem a na východě ji Aglonský průsmyk odděloval od Maedhrosovy marky. Směrem na sever se Dorthonion pozvolna snižoval a přecházel do planiny Ard-galen. Severovýchodní část vysočiny obsahovala kraj Ladros. Na východ od něj se nacházela rovinatá země Lothlann. Jižní strana vysočiny byla ohraničena strmými horami Ered Gorgoroth. Jedinou schůdnou cestou směrem na jih byl průsmyk Anach. V Dorhonionu pramenily řeky Rivil, Aros, Esgalduina a Mindeb, které se všechny vlévaly do Sirionu. Borovicové lesy pokrývaly především severní a západní okraje vysočiny. Centrální Dorthonion byl chladný a nehostinný a nacházela se v něm horská jezera. Největším z nich bylo jezero Aeluin.

## Role v příběhu
Dorthonion vzniknul při Válce hněvu, kdy se země zvrásnila pod náporem útoku Valar. Když se Noldor vrátili do Středozemě, usadili se na severu Dorthonionské vysočiny Finarfinovi synové Angrod a Aegnor, kteří byli vazaly svého bratra Finroda. Bratři však vládli pouze nečetnému lidu, protože jejich země byla neúrodná a velitelé nepočítali, že by se Morgoth při útoku na jih pokusil překročit štíty Ered Gorgoroth. Edain, kteří později do Beleriandu dorazili, vstupovali do elfých služeb. Bëorův lid sloužil Finarfinovu domu a usadil se v kraji Ladros. Když v roce 455 Prvního věku prolomil Morgoth Obklíčení Angbandu, padli v boji s jeho vojsky Angrod i Aegnor, ale také pán Bëorova domu Bregolas. Většina lidu tehdy opustila Dorthonion a uprchla do opevněného Hithlumu k Fingolfinovi. Poslední, kdo na vysočině vzdoroval, byl Bregolasův bratr Barahir se svými muži, mezi kterými byl i jeho syn Beren. Nakonec byli všichni až na Berena usmrceni a Barahirův syn byl nucen uprchnout do Doriathu. Dorthonion byl poté neobydlen a svobodně se po něm procházely Morgothovi stvůry. Při Válce hněvu, kdy byla rozvrácena Morgothova pevnost Angband a strženy štíty Thangorodrim, byla většina Beleriandu zaplavena mořem. Dorthonion se stal jedním z mála míst, které útok vody ustálo. Tento ostrov nedaleko západních břehů Středozemě byl nazván Tol Fuin.